# The Script (musikalbum)
The Script är den irländska gruppen The Scripts debutalbum, utgivet 3 september 2008. Deras självbetitlade debutskiva gick rakt in på både engelska och irländska albumlistans förstaplats. 

## Spårlista
| Nr           | Titel                      | Låtskrivare                                                               | Längd |
| ------------ | -------------------------- | ------------------------------------------------------------------------- | ----- |
| 1.           | We Cry                     | Andrew Frampton, Danny O'Donoghue, Glen Power, Mark Sheehan, Steve Kipner | 3:45  |
| 2.           | Before the Worst           | O'Donoghue, Power, Sheehan                                                | 3:23  |
| 3.           | Talk You Down              | O'Donoghue, Sheehan, Power, Brilliancy                                    | 3:51  |
| 4.           | The Man Who Can't Be Moved | Frampton, O'Donoghue, Sheehan, Kipner                                     | 4:02  |
| 5.           | Breakeven                  | Frampton, O'Donoghue, Sheehan, Kipner                                     | 4:21  |
| 6.           | Rusty Halo                 | O'Donoghue, Sheehan                                                       | 3:35  |
| 7.           | The End Where I Begin      | O'Donoghue, Sheehan                                                       | 3:34  |
| 8.           | Fall for Anything          | O'Donoghue, Sheehan                                                       | 4:33  |
| 9.           | If You See Kay             | O'Donoghue, Sheehan, Tony McGuinness                                      | 3:14  |
| 10.          | I'm Yours                  | O'Donoghue, Sheehan                                                       | 4:15  |
| Total längd: | Total längd:               | Total längd:                                                              | 41:26 |

| 11. | Anybody There | O'Donoghue, Sheehan | 3:00 |

| 11. | Anybody There         | O'Donoghue, Sheehan                          | 3:00 |
| 12. | Live Like We're Dying | O'Donoghue, Sheehan, Frampton, Kipner        | 4:02 |
| 13. | We Cry (Live mix)     | O'Donoghue, Sheehan, Power, Frampton, Kipner | 4:16 |

| 1. | We Cry (Musikvideo)                     | 4:16  |
| 2. | The Man Who Can't Be Moved (Musikvideo) | 4:02  |
| 3. | Breakeven (Musikvideo)                  | 4:22  |
| 4. | Talk You Down (Musikvideo)              | 3:50  |
| 5. | The Script: Live in Dublin (Musikvideo) | 23:36 |

| 1. | Rusty Halo (Live från Shephard's Bush Empire)  | O'Donoghue, Sheehan                   | 3:53 |
| 2. | None the Wiser (Demo)                          | O'Donoghue, Sheehan                   | 3:11 |
| 3. | Lose Yourself (BBC Radio 1 Live Lounge)        | Marshall Mathers, Luis Resto          | 4:46 |
| 4. | Before the Worst (Armand Van Helden Remix)     | O'Donoghue, Power, Sheehan            | 5:46 |
| 5. | Bullet from a Gun                              | O'Donoghue, Sheehan                   | 4:11 |
| 6. | Before the Worst (Demo)                        | O'Donoghue, Power, Sheehan            | 3:18 |
| 7. | Breakeven (Live från Shephard's Bush Empire)   | Frampton, O'Donoghue, Sheehan, Kipner | 5:11 |
| 8. | Before the Worst (Live från Islington Academy) | O'Donoghue, Power, Sheehan            | 4:08 |